# Wang Peng (Poolbillardspieler)
Wang Peng (chinesisch 王鹏, Pinyin Wàng Péng) ist ein chinesischer Poolbillard- und Snookerspieler.

## Karriere
Nachdem er 2014 Fünfter geworden war, erreichte Wang Peng im Januar 2015 beim World Chinese 8-Ball Masters den vierten Platz. Wenige Wochen später zog er bei der Chinese 8-Ball World Championship in die Runde der letzten 32 ein, in der er seinem Landsmann Liu Chiang mit 6:11 unterlag. Beim World Chinese 8-Ball Masters 2016 wurde er Neunter. Im März 2016 schied er bei der Chinese 8-Ball World Championship in der Runde der letzten 32 gegen Titelverteidiger Darren Appleton aus.
Im Oktober 2013 nahm Wang erstmals an einem Turnier der Snooker-Turnierserie Players Tour Championship teil; er verlor jedoch in der ersten Runde der Zhengzhou Open mit 0:4 gegen Ross Muir aus. In der Saison 2014/15 nahm er an zwei PTC-Turnieren teil und schied sowohl bei den Haining Open 2014 als auch bei den Xuzhou Open 2015 in der ersten Runde aus. Bei den Haining Open 2015, dem einzigen in Asien stattfindenden PTC-Turnier in der Saison 2015/16, unterlag er in der ersten Runde dem Waliser Dominic Dale.